# Andreas Lie
Andreas Lie (Ålesund, 31 agosto 1987) è un ex calciatore norvegese, di ruolo portiere.

## Biografia
È il fratello gemello di Oddbjørn Lie, anch'egli calciatore.

## Carriera

### Club

#### Aalesund e Hødd
Lie ha iniziato la sua carriera con la maglia dell'Aalesund e ha debuttato nell'Eliteserien in data 20 ottobre 2004, nella sconfitta casalinga per 1-2 contro lo Start. L'anno seguente + stato prestato allo Hødd, club militante nella 1. divisjon: il 17 luglio 2005 ha giocato la prima partita con questa maglia, nel pareggio per 2-2 contro il Mandalskameratene. Con l'Hødd ha collezionato altre 5 apparizioni in campionato. Nel 2006 è tornato all'Aalesund ed ha disputato 32 incontri in quattro stagioni.

#### Odd Grenland, Aalesund e Hødd
Nel 2010 è passato all'Odd Grenland, per cui ha esordito il 9 agosto nella vittoria per 2-1 sul Lillestrøm. Il 14 agosto 2012 è stato reso noto il suo ritorno all'Aalesund, a partire dal 1º gennaio successivo. Il 31 gennaio 2013, è tornato all'Hødd con la formula del prestito.
Rientrato poi all'Aalesund, ha ricoperto il ruolo di vice di Sten Grytebust nel 2014 e nel 2015. A partire dal campionato 2016, con la partenza di questi, è diventato il portiere titolare della squadra. Il 10 novembre 2016 ha rinnovato il contratto che lo legava all'Aalesund fino 31 dicembre 2019.
Al termine del campionato 2017, l'Aalesund è retrocesso in 1. divisjon.
Il 20 settembre 2021, Lie ha annunciato che avrebbe lasciato il calcio professionistico al termine della stagione in corso.

### Nazionale
Lie ha giocato 32 partite per le varie selezioni giovanili norvegesi. Con la Norvegia under 21 ha debuttato il 5 ottobre 2006, giocando da titolare nel match vinto per 1-3 sulla Danimarca.

## Statistiche

### Presenze e reti nei club
Statistiche aggiornate al 25 gennaio 2022.
| Stagione            | Club                | Campionato          | Campionato | Campionato | Coppe nazionali | Coppe nazionali | Coppe nazionali | Coppe continentali | Coppe continentali | Coppe continentali | Supercoppe | Supercoppe | Supercoppe | Totale | Totale |
| Stagione            | Club                | Comp                | Pres       | Reti       | Comp            | Pres            | Reti            | Comp               | Pres               | Reti               | Comp       | Pres       | Reti       | Pres   | Reti   |
| ------------------- | ------------------- | ------------------- | ---------- | ---------- | --------------- | --------------- | --------------- | ------------------ | ------------------ | ------------------ | ---------- | ---------- | ---------- | ------ | ------ |
| 2004                | Aalesund            | 1D                  | 1          | -2         | CN              | ?               | -?              | -                  | -                  | -                  | -          | -          | -          | ?      | -?     |
| gen.-ago. 2005      | Aalesund            | ES                  | 0          | 0          | CN              | 1               | -1              | -                  | -                  | -                  | -          | -          | -          | 1      | -1     |
| ago.-dic. 2005      | Hødd                | 1D                  | 6          | -?         | CN              | -               | -               | -                  | -                  | -                  | -          | -          | -          | 6      | -?     |
| 2006                | Aalesund            | 1D                  | 10         | -?         | CN              | ?               | -?              | -                  | -                  | -                  | -          | -          | -          | ?      | -?     |
| 2007                | Aalesund            | ES                  | 5          | -?         | CN              | 1               | -1              | -                  | -                  | -                  | -          | -          | -          | 6      | -?     |
| 2008                | Aalesund            | ES                  | 14         | -?         | CN              | 4               | -?              | -                  | -                  | -                  | -          | -          | -          | 18     | -?     |
| 2009                | Aalesund            | ES                  | 3          | -?         | CN              | 4               | -?              | -                  | -                  | -                  | -          | -          | -          | 7      | -?     |
| 2010                | Odd Grenland        | ES                  | 6          | -?         | CN              | 3               | -?              | -                  | -                  | -                  | -          | -          | -          | 9      | -?     |
| 2011                | Odd Grenland        | ES                  | 0          | 0          | CN              | 1               | -1              | -                  | -                  | -                  | -          | -          | -          | 1      | -1     |
| 2012                | Odd Grenland        | ES                  | 3          | -?         | CN              | 3               | -?              | -                  | -                  | -                  | -          | -          | -          | 6      | -?     |
| Totale Odd Grenland | Totale Odd Grenland | Totale Odd Grenland | 9          | -?         |                 | 7               | -?              |                    | -                  | -                  |            | -          | -          | 16     | -?     |
| 2013                | Hødd                | 1D                  | 25         | -?         | CN              | 3               | -?              | UEL                | 2                  | -?                 | -          | -          | -          | 30     | -?     |
| Totale Hødd         | Totale Hødd         | Totale Hødd         | 31         | -?         |                 | 3               | -?              |                    | 2                  | -?                 |            | -          | -          | 36     | -?     |
| 2014                | Aalesund            | ES                  | 0          | 0          | CN              | 1               | 0               | -                  | -                  | -                  | -          | -          | -          | 1      | 0      |
| 2015                | Aalesund            | ES                  | 3          | -5         | CN              | 3               | -4              | -                  | -                  | -                  | -          | -          | -          | 6      | -9     |
| 2016                | Aalesund            | ES                  | 28         | -44        | CN              | 1               | 0               | -                  | -                  | -                  | -          | -          | -          | 29     | -44    |
| 2017                | Aalesund            | ES                  | 29         | -48        | CN              | 1               | -3              | -                  | -                  | -                  | -          | -          | -          | 30     | -51    |
| 2018                | Aalesund            | 1D                  | 29+4       | -29+-3     | CN              | 0               | 0               | -                  | -                  | -                  | -          | -          | -          | 33     | -32    |
| 2019                | Aalesund            | 1D                  | 29         | -24        | CN              | 3               | -2              | -                  | -                  | -                  | -          | -          | -          | 32     | -26    |
| 2020                | Aalesund            | ES                  | 16         | -41        | -               | -               | -               | -                  | -                  | -                  | -          | -          | -          | 16     | -41    |
| 2021                | Aalesund            | 1D                  | 1          | 0          | CN              | 2               | -2              | -                  | -                  | -                  | -          | -          | -          | 3      | -2     |
| Totale Aalesund     | Totale Aalesund     | Totale Aalesund     | 168+4      | -?         |                 | ?               | -?              |                    | -                  | -                  |            | -          | -          | ?      | -?     |
| Totale              | Totale              | Totale              | ?          | -?         |                 | ?               | -?              |                    | 2                  | -?                 |            | -          | -          | ?      | -?     |

## Palmarès

### Club

#### Competizioni nazionali
- Coppa di Norvegia: 1

Aalesund: 2009
- 1. divisjon: 1

Aalesund: 2019